# سکیاوون
سکیاوون (به ایتالیایی: Schiavon) یک کومونه در ایتالیا است که در استان ویچنزا واقع شده‌است. سکیاوون ۱۱٫۹۶ کیلومتر مربع مساحت و ۲٬۵۳۵ نفر جمعیت دارد و ۷۴ متر بالاتر از سطح دریا واقع شده‌است.

## خواهرخوانده
شهر Monte Belo do Sul خواهرخواندهٔ سکیاوون هست.